# Atlanti-óceáni nyálkahal
Az atlanti-óceáni nyálkahal (Myxine glutinosa) a nyálkahalak (Myxini) osztályába tartozó faj.

## Előfordulása
Az atlanti-óceáni nyálkahal Európa partvonalán Norvégiától Korzikáig, valamint Észak-Amerika atlanti-óceáni partvidékén Észak-Karolinától Labradorig található meg. E nyálkahalfajt csak a tengervíz szennyezése veszélyeztetheti.

## Megjelenése
Az állat hossza körülbelül 30 centiméter, de olykor a 60 centiméteres hosszúságot is eléri (leginkább Amerika partjainál). Az izmos, csontot nem tartalmazó szájat és az egyetlen orrnyílást érzékeny tapogatók veszik körül. Ovális szájában reszelős, szarulemezekkel borított nyelv van.

## Életmódja
E nyálkahalfaj magányos, és a tengerfenék iszapjában él. Tápláléka elpusztult és beteg halak, rákok és férgek. Rátapad áldozatára és átfúrja a bőrét. Ha mégsem férne a húshoz, testéből hurkot formál, és áldozatának támaszkodik vele, hogy nagyobb erőt fejthessen ki.
Váladékának fontos szerepe van a védekezésben. Ha a nyálkahalat tengervízzel töltött vödörbe helyezzük, néhány óra leforgása alatt csaknem teljesen elnyálkásítja a vizet.

## Szaporodása
A párzási időszak tavasszal és nyáron van. A nőstény körülbelül 30, ovális alakú, nagyjából 25 milliméter hosszú ikrát rak. Az ikrákat a talajhoz rögzíti.
Valamennyi egyedben megtalálhatók a női- és a hímivarszervek, de csak az egyik ivar működik.